# ヤマトオートワークス
ヤマトオートワークス株式会社は、東京都中央区に本社をもつヤマトホールディングス株式会社の100%子会社で、自動車整備やロールボックスパレットのメンテナンスなどを行う会社である。

## 概要
1957年に大和商事株式会社として設立され、大和運輸（現：ヤマト運輸）に対し、車両に工具や油脂を販売していた。2003年にヤマト運輸から車両整備部門を、ヤマトグループ各社よりロールボックス修理部門をそれぞれ承継し、商号を現在の「ヤマトオートワークス株式会社」に商号変更した。
自動車整備事業に関しては、ヤマトグループの車両整備はもちろんのこと、旭川電気軌道・岩手県交通・新潟交通からバス車両整備の受託業務も行っている。
また、運送事業や物流事業の各種保険も取り扱っている。

## 沿革
- 1957年 - 株式会社大和商事として設立。
- 1983年 - ヤマト商事株式会社に商号変更。
- 2003年 - ヤマト運輸車両課から車両整備部門、ヤマトグループ各社よりロールボックス修理部門をそれぞれ承継。同時にヤマトオートワークス株式会社に商号変更。
- 2004年 - ボディリフォーム事業を開始。
- 2005年 - 北村車体とトラックのボデー製造に関する業務提携契約を締結[2]。
- 2006年 - 本社を東京都江東区辰巳へ移転。新潟交通との共同出資でヤマトオートワークス北信越株式会社を設立。同時に新潟交通のバス車両整備を受託する[3]。
- 2008年 - 岩手県交通と業務提携。ヤマトオートワークス100％子会社のヤマトオートワークス岩手株式会社を設立すると同時に、岩手県交通のバス車両整備を受託する[4]。
- 2009年 - 旭川電気軌道との共同出資でヤマトオートワークス旭川株式会社を設立。同時に旭川電気軌道のバス車両整備を受託する[5]。
- 2015年 - 本社並びに本店を東京都中央区へ移転。

## グループ会社
- ヤマトオートワークス旭川
- ヤマトオートワークス岩手
- ヤマトオートワークス北信越
- ヤマトオートワークス四国
- ヤマトオートワークス沖縄